# St. Jakobus (Jakobneuharting)

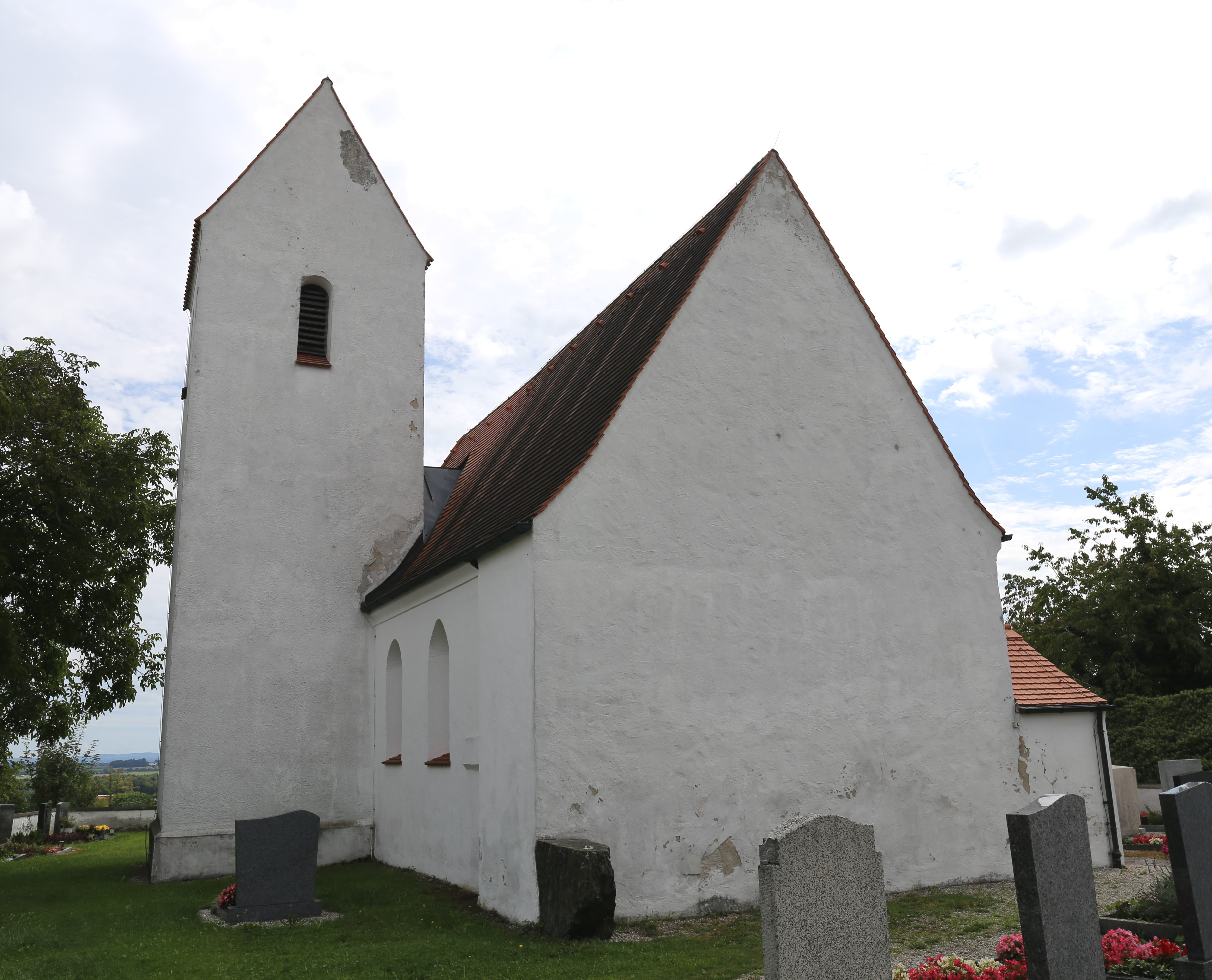
St. Jakobus in Jakobneuharting

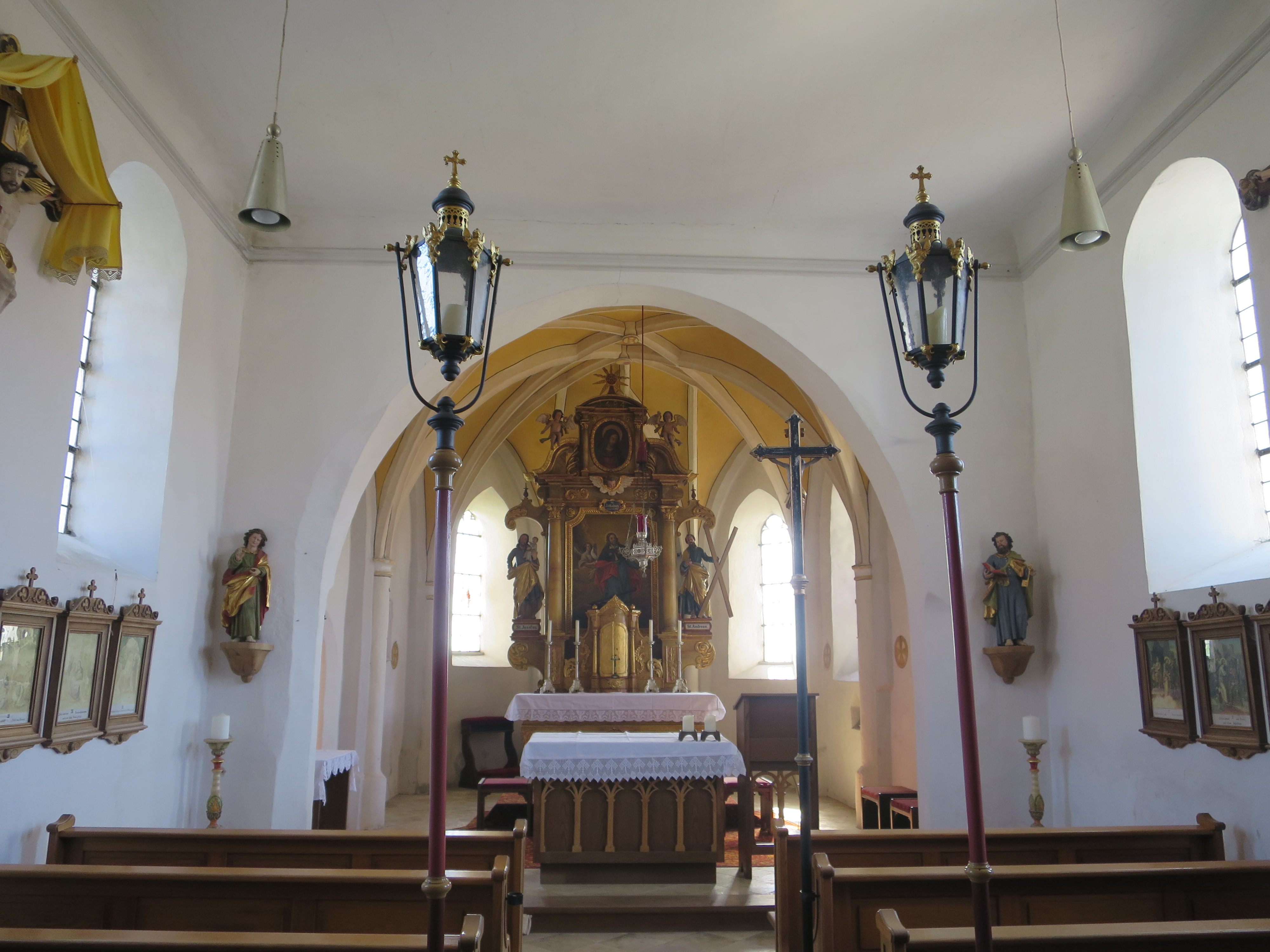
Innenraum

Die römisch-katholische Filialkirche St. Jakobus steht in Jakobneuharting, einem Gemeindeteil von Frauenneuharting im oberbayerischen Landkreis Ebersberg. Das Bauwerk ist in der Liste der Baudenkmäler in Frauenneuharting als Baudenkmal unter der Nr. D-1-75-119-17 eingetragen. Die Kirche gehört zum Dekanat Ebersberg im Erzbistum München und Freising.

## Beschreibung
Das Langhaus der spätromanischen Saalkirche entstand um 1250. Daran wurden im Osten um 1500 der eingezogene, dreiseitig geschlossene Chor und der Chorflankenturm an der Nordwand des Chors angefügt. Das Portal befindet sich in einem Vorbau an der Südwand des Langhauses. Die Kirche wurde im 17. Jahrhundert erweitert und barock umgestaltet. 
Der 1684 gebaute Hochaltar wurde 1830 überarbeitet. Das Altarretabel wird von den Skulpturen des Jakobus des Älteren und des Apostels Andreas flankiert.